# Gare de Troyes
La gare de Troyes est une gare ferroviaire française de la ligne de Paris-Est à Mulhouse-Ville, située sur le territoire de la commune de Troyes, préfecture du département de l'Aube, en région Grand Est.
Elle est mise en service en 1848, par la Compagnie du chemin de fer de Montereau à Troyes.
C'est une gare de la Société nationale des chemins de fer français (SNCF), desservie par des trains régionaux du réseau TER Grand Est, ainsi que des convois de fret.

## Situation ferroviaire
Établie à 116 mètres d'altitude, la gare de bifurcation de Troyes est située au point kilométrique (PK) 166,193 de la ligne de Paris-Est à Mulhouse-Ville entre les gares, ouvertes au service voyageurs, de Romilly-sur-Seine et de Vendeuvre ; elle se trouve également au PK 90,3 de la ligne de Coolus à Sens (partiellement déclassée).
Elle est aussi l'origine de la ligne de Troyes à Brienne-le-Château (ouverte au service du fret), de la ligne de Saint-Julien (Troyes) à Saint-Florentin - Vergigny (partiellement déclassée) et de la ligne de Saint-Julien (Troyes) à Gray (partiellement déclassée).

Bifurcation et voies
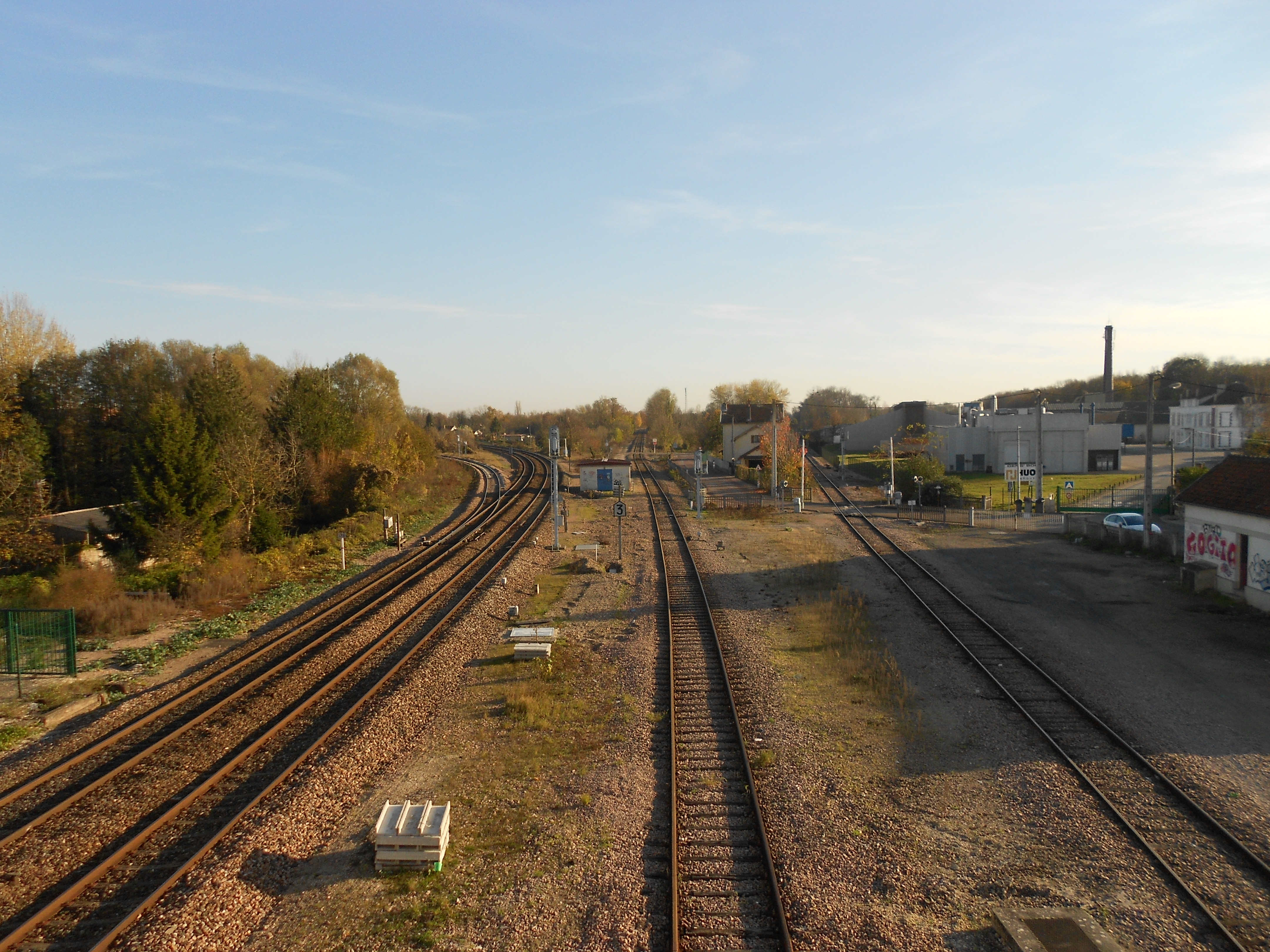
Bifurcation au niveau de l'ancienne gare de Saint-Julien-les-Villas.
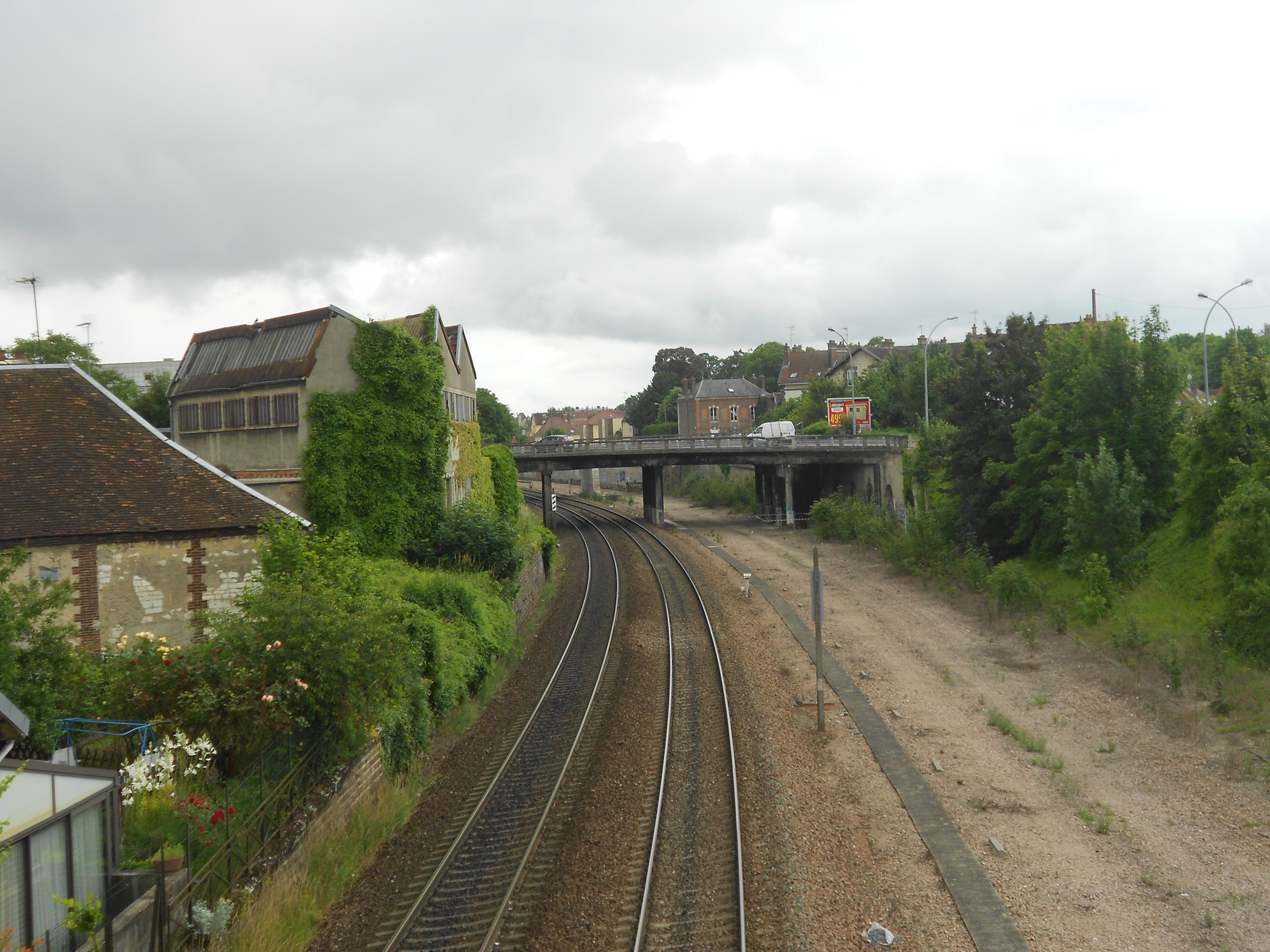
La ligne à Troyes, en direction de la gare de Troyes puis de Chaumont.
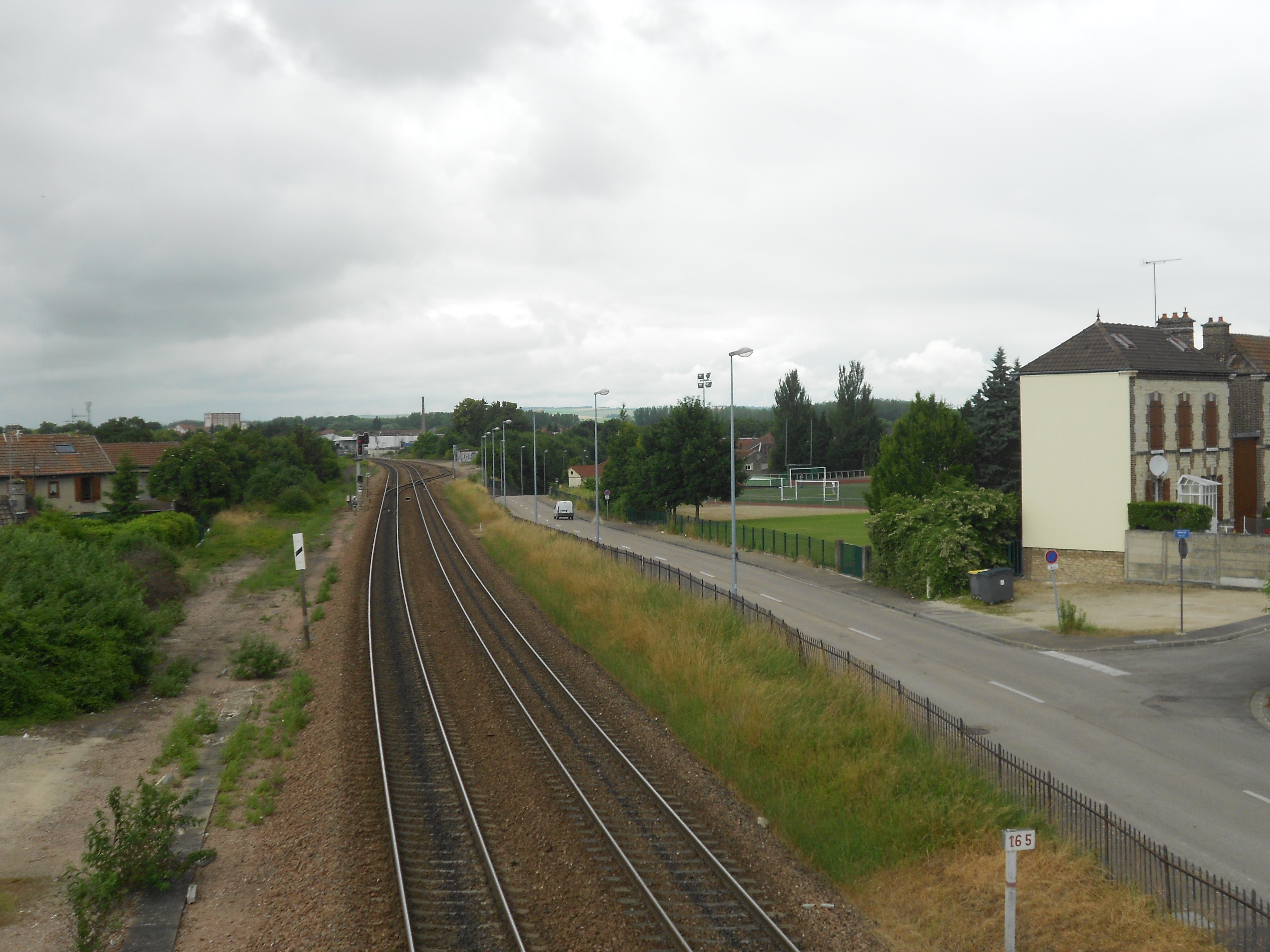
La ligne à Troyes, en direction de Paris.

## Histoire

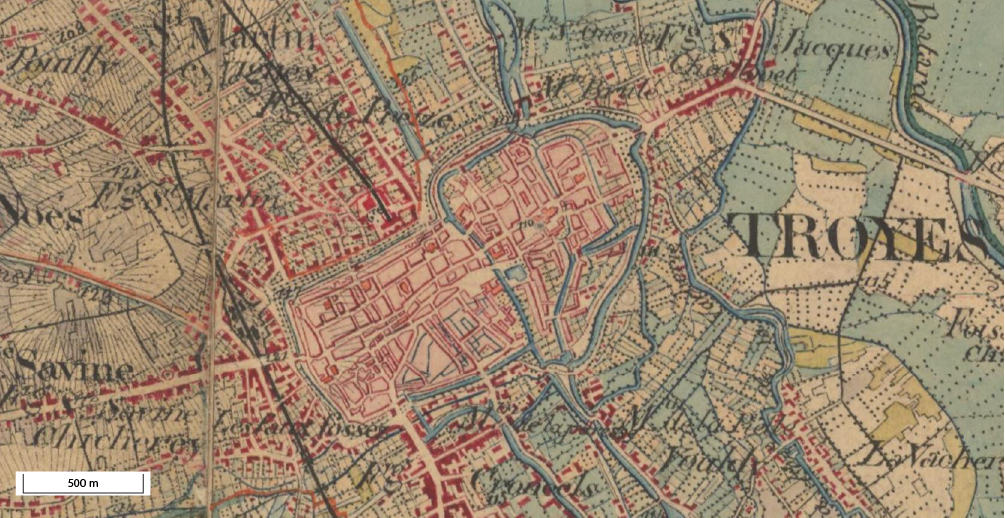
Carte d'état-major de Troyes (entre 1857 et 1866). En traits épais figurent les lignes de chemin de fer desservant les deux gares (celle en impasse et celle de passage).

### Chronologie
- 1848 : ouverture de l'embarcadère terminus par la Compagnie du chemin de fer de Montereau à Troyes ;
- 1857 : ouverture de la nouvelle gare de passage par la Compagnie des chemins de fer de l'Est ;
- 1895 : ouverture du hall recouvrant les quais ;
- 1912 : ouverture du nouveau bâtiment voyageurs.

### Première gare: en impasse

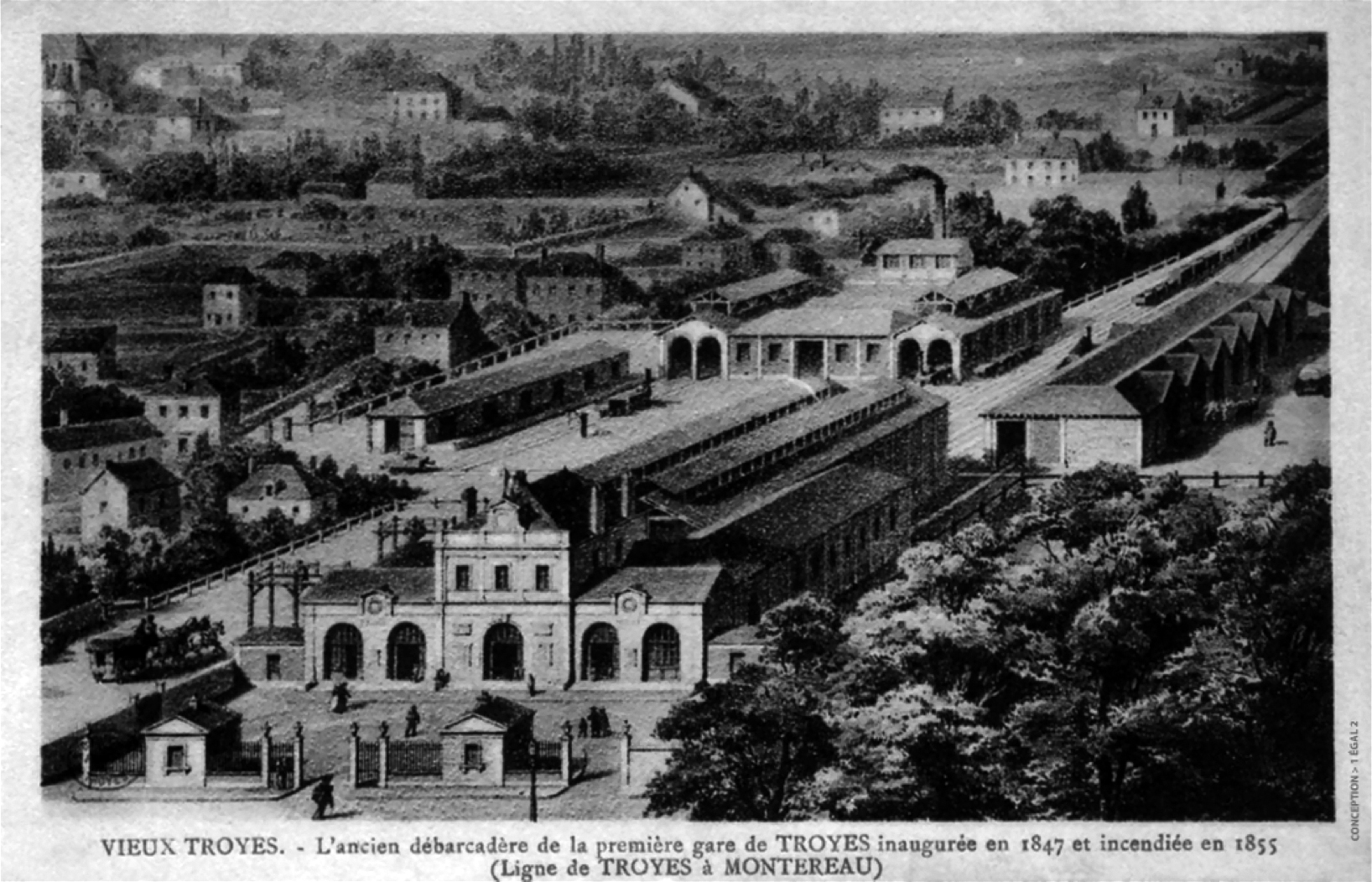
L'embarcadère mis en service en 1848.

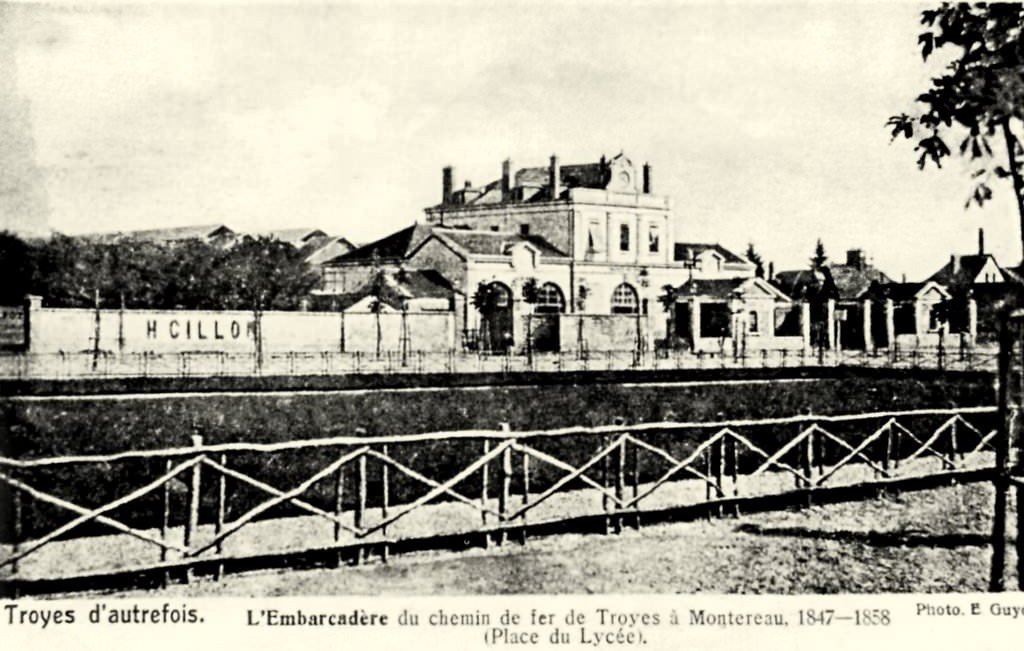
L'embarcadère, vers 1850.

L'arrivée du chemin de fer à Troyes prend forme le 29 mai 1845 avec la publication de l'ordonnance qui approuve les statuts de la société anonyme dénommée Compagnie du chemin de fer de Montereau à Troyes, repreneuse de la concession adjugée le 25 janvier 1845. Trois projets sont en lice pour l'emplacement de la gare de Troyes : le premier dans le quartier du Ravelin, le deuxième en bordure de la rue Thiers et le troisième de l’autre côté du canal entre les quais Comtes-de-Champagne, la rue Mitantier et la rue Hennequin. Le choix se porte sur le deuxième projet. Les premiers travaux sur la ligne débutent en 1846 ; l'embarcadère de Troyes est terminé en 1847.
Au début du mois de février 1848, Messieurs Violet et Lemasson, inspecteurs divisionnaires des ponts et chaussées, procèdent à une réception provisoire des travaux du tronçon d'environ 68 km entre Hermé et Troyes. Les inspecteurs, accompagnés des ingénieurs et des directeurs de la compagnie, montent sur une locomotive à la station de Nogent-sur-Seine ; ils effectuent sans encombre le trajet et constatent la qualité de cette section du chemin de fer qui peut être livrée à la circulation, d'autant que le personnel de surveillance et les agents sont prêts à prendre leur poste.
À partir du 14 février, des trains d'essai vont pouvoir circuler sur ce tronçon avant l'ouverture officielle de l'ensemble de la ligne. À la fin du mois de mars 1848, des essais sont entrepris avec des locomotives seules ou tractant d'importants convois de wagons chargés de matériaux ; ils permettent de conclure à la conformité des installations.
L'inauguration en présence du ministre des Travaux publics a lieu le 6 avril 1848. Dans son discours, le ministre félicite le conseil d'administration de la compagnie et les entrepreneurs, MM. Seguin, pour la qualité des infrastructures. Le début officiel de l'exploitation de la ligne et de la gare a lieu le lendemain, le 7 avril 1848.
La gare comporte un bâtiment voyageurs en façade, avec une galerie percée au rez-de-chaussée de portes en plein cintre et un corps central avec un étage surmonté d'un fronton avec horloge. Le bâtiment se prolonge par des quais couverts. De chaque côté des voies sont installés les gares marchandises et des ateliers. L'ensemble s'étend jusqu'à la rue Sainte-Jule. En 1853, la compagnie d'origine, en difficulté financière, est reprise par la Compagnie du chemin de fer de Paris à Strasbourg qui devient en 1854 la Compagnie des chemins de fer de l'Est.

### Deuxième gare: de passage

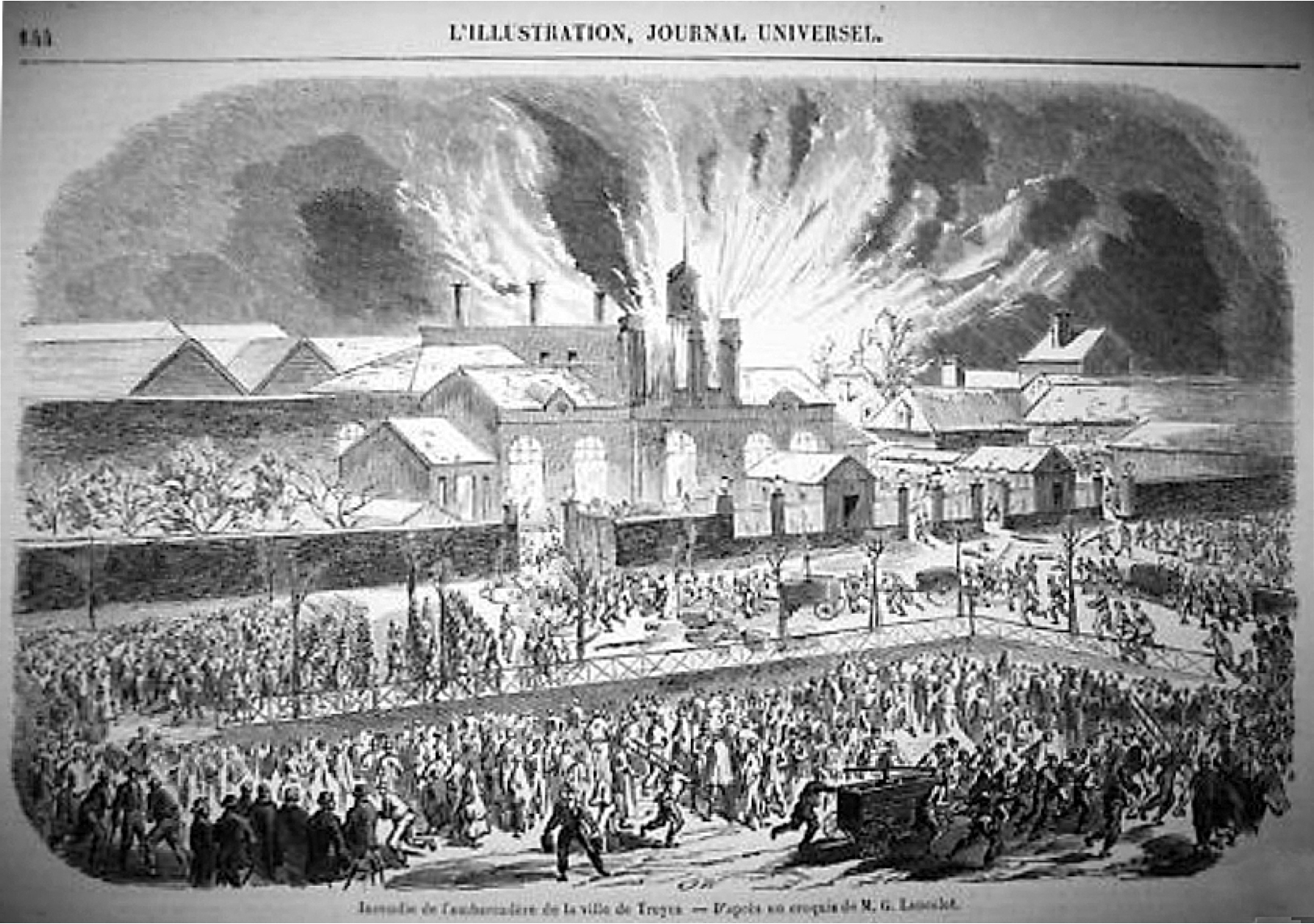
L'incendie de la gare de Troyes en 1855.

La Compagnie de l'Est a pour projet le prolongement de la ligne pour ouvrir une liaison de Paris à Mulhouse, mais la gare terminus de 1847 ne dispose pas de dégagements suffisants pour le passage de cette nouvelle ligne. Le choix se porte sur un site près du réservoir du Ravelin en un point situé en limite des territoires des communes de Troyes et Sainte-Savine. Le nouveau site nécessite d'importants travaux de terrassement qui sont réalisés en 1856 peu après l'incendie qui endommage les combles et la structure de l'ancienne gare en 1855. Toujours en activité, elle est réparée sommairement pour la continuité du service en attendant la construction et l'ouverture de la nouvelle gare (elle deviendra ensuite le collège Pithou de 1861 à 1978, dont les restes sont visibles dans la façade de l'Espace Argence ouvert en 1999).

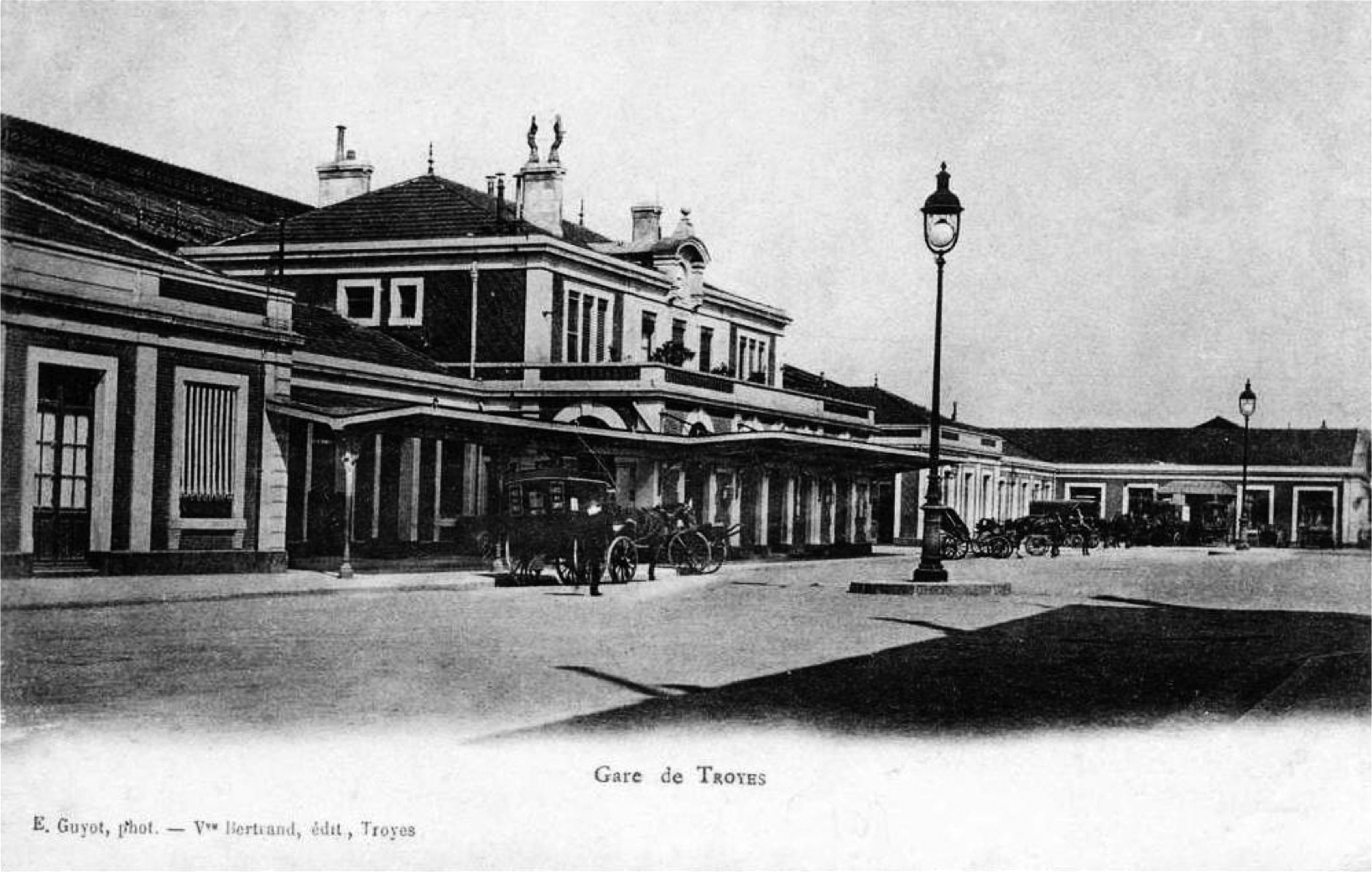
Le bâtiment voyageurs de 1857 pris en photo au début des années 1900.

Les travaux débutent en 1857 ; la section de Troyes à Chaumont est mise en service le 25 avril 1857, comme la gare dont l'achèvement de l'ensemble des infrastructures n'interviendra qu'au printemps de l'année 1858. L'important bâtiment voyageurs, établi parallèlement aux voies et aux deux quais, est d'un style classique pour l'époque, avec un corps central à étage et deux ailes en rez-de-chaussée. La partie centrale abrite la salle des pas perdus et les guichets. La nouvelle gare est un ensemble industriel couvrant une vaste superficie dans laquelle on trouve : un faisceau de voies de service, une gare aux marchandises, des ateliers, des remises pouvant abriter 28 voitures et deux rotondes permettant chacune le garage de 16 locomotives. Pour desservir l'ensemble, deux nouvelles avenues sont réalisées, la première permet d'accéder à la cour des voyageurs et, au sud du réservoir du Ravelin, la seconde à la cour aux marchandises.
En 1957, la création du TEE L'Arbalète permet de relier Paris-Est à Zurich, via Troyes, Mulhouse et Bâle.
- La gare au XXe siècle

La gare au XX
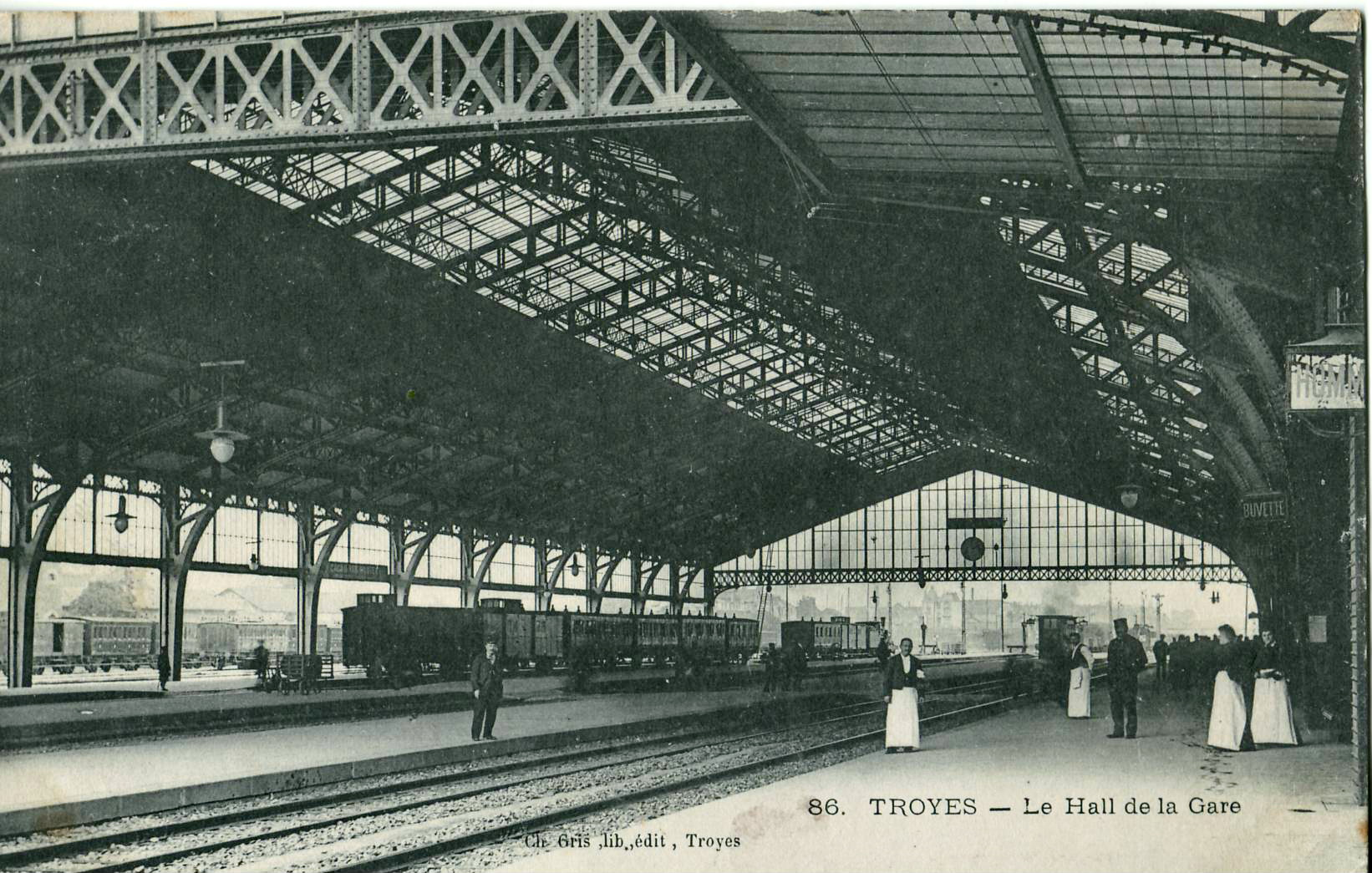
Verrière, vers 1900.
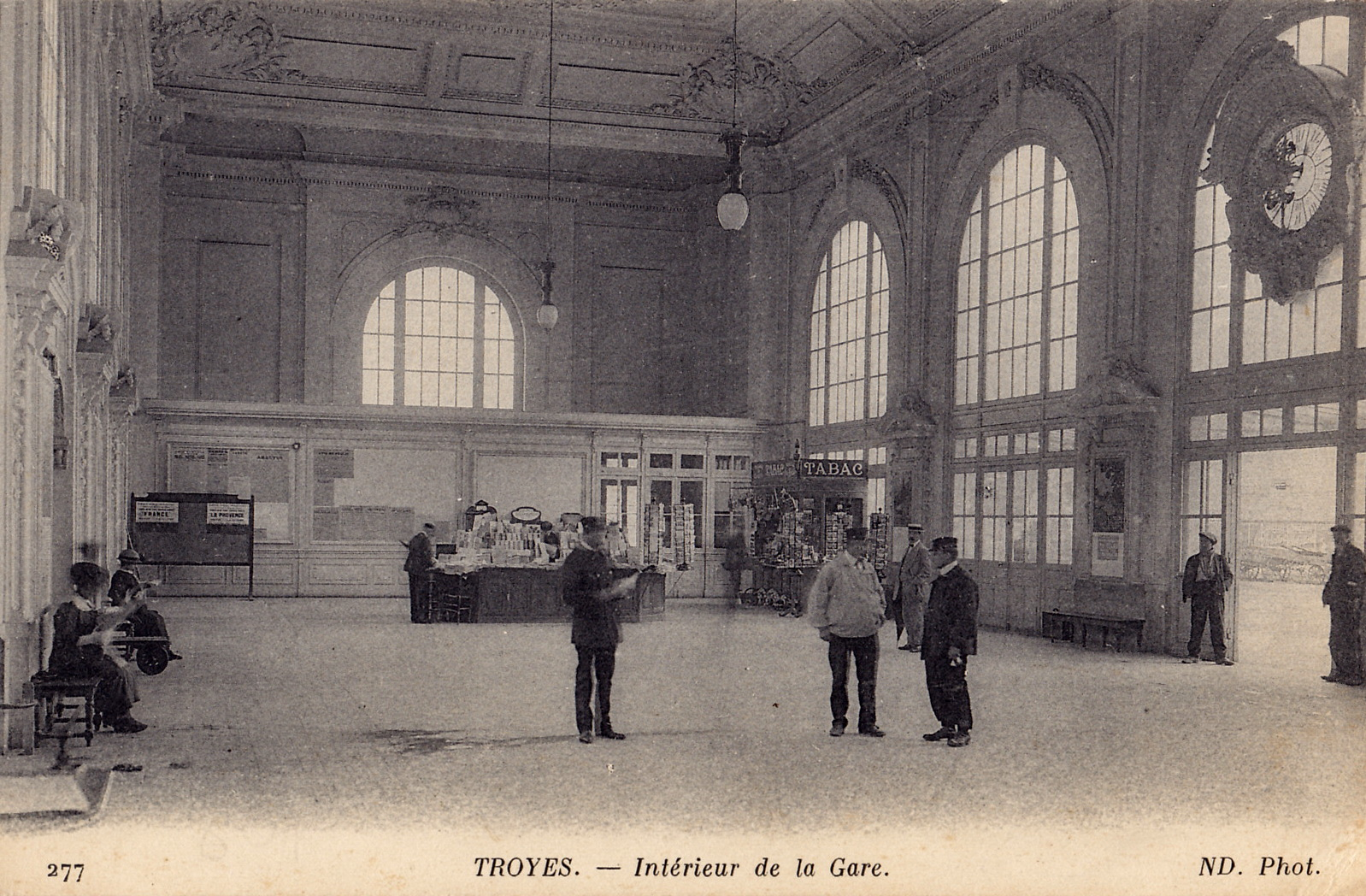
Salle des pas perdus, vers 1910.
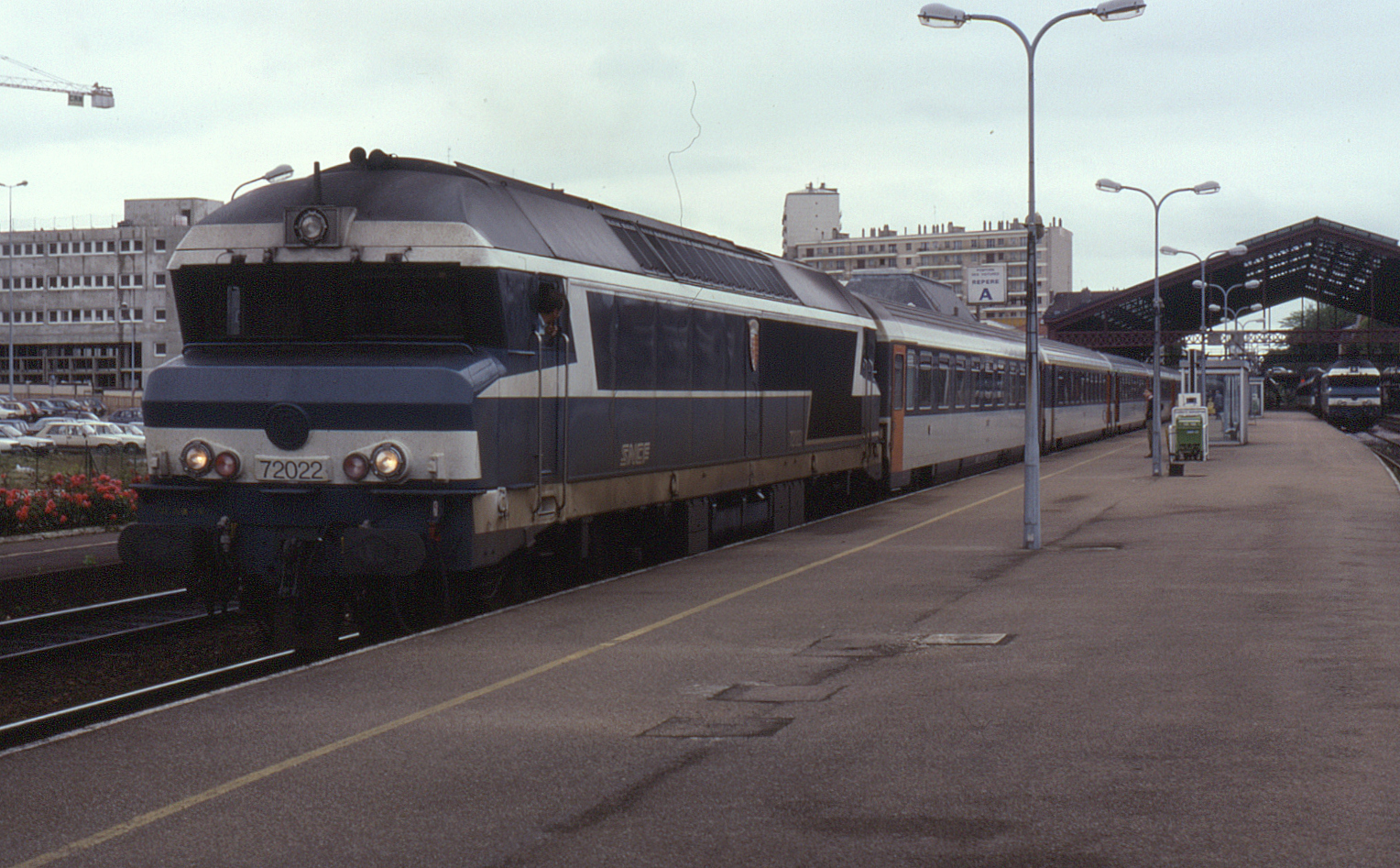
La CC 72022, voie no 2, en 1991.

De novembre 2018 à février 2021, la grande halle métallique, couvrant une partie des voies et des quais de la gare, connaît des travaux de restauration ; à cette occasion, son éclairage sera remplacé pour mieux la mettre en valeur. Ce chantier, coûtant 12,5 millions d'euros, est financé et réalisé par SNCF Réseau.

### Fréquentation

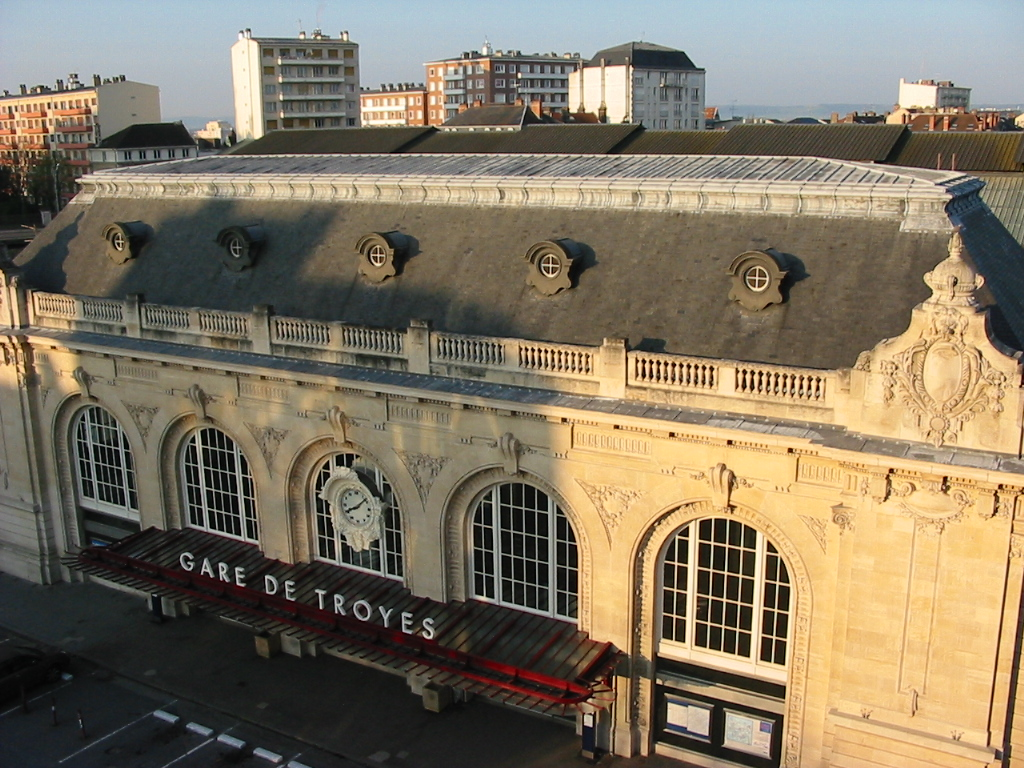
Bâtiment voyageurs.

De 2015 à 2024, selon les estimations de la SNCF, la fréquentation annuelle de la gare s'élève aux nombres indiqués dans le tableau ci-dessous.
| Année                      | 2015      | 2016      | 2017      | 2018      | 2019      | 2020    | 2021      | 2022      | 2023      | 2024      |
| -------------------------- | --------- | --------- | --------- | --------- | --------- | ------- | --------- | --------- | --------- | --------- |
| Voyageurs                  | 1 001 917 | 969 326   | 1 023 685 | 967 315   | 1 008 126 | 674 479 | 853 731   | 1 123 886 | 1 335 303 | 1 447 394 |
| Voyageurs et non voyageurs | 1 411 151 | 1 365 247 | 1 441 810 | 1 362 416 | 1 419 897 | 949 971 | 1 202 438 | 1 582 939 | 1 880 709 | 2 038 584 |

## Service des voyageurs

### Accueil
Gare SNCF, elle dispose d'un bâtiment voyageurs, avec guichet, ouvert tous les jours. Elle est notamment équipée d'une salle d'attente et d'un quai couvert. Une boutique de presse est installée dans le hall.

L'intérieur de la gare
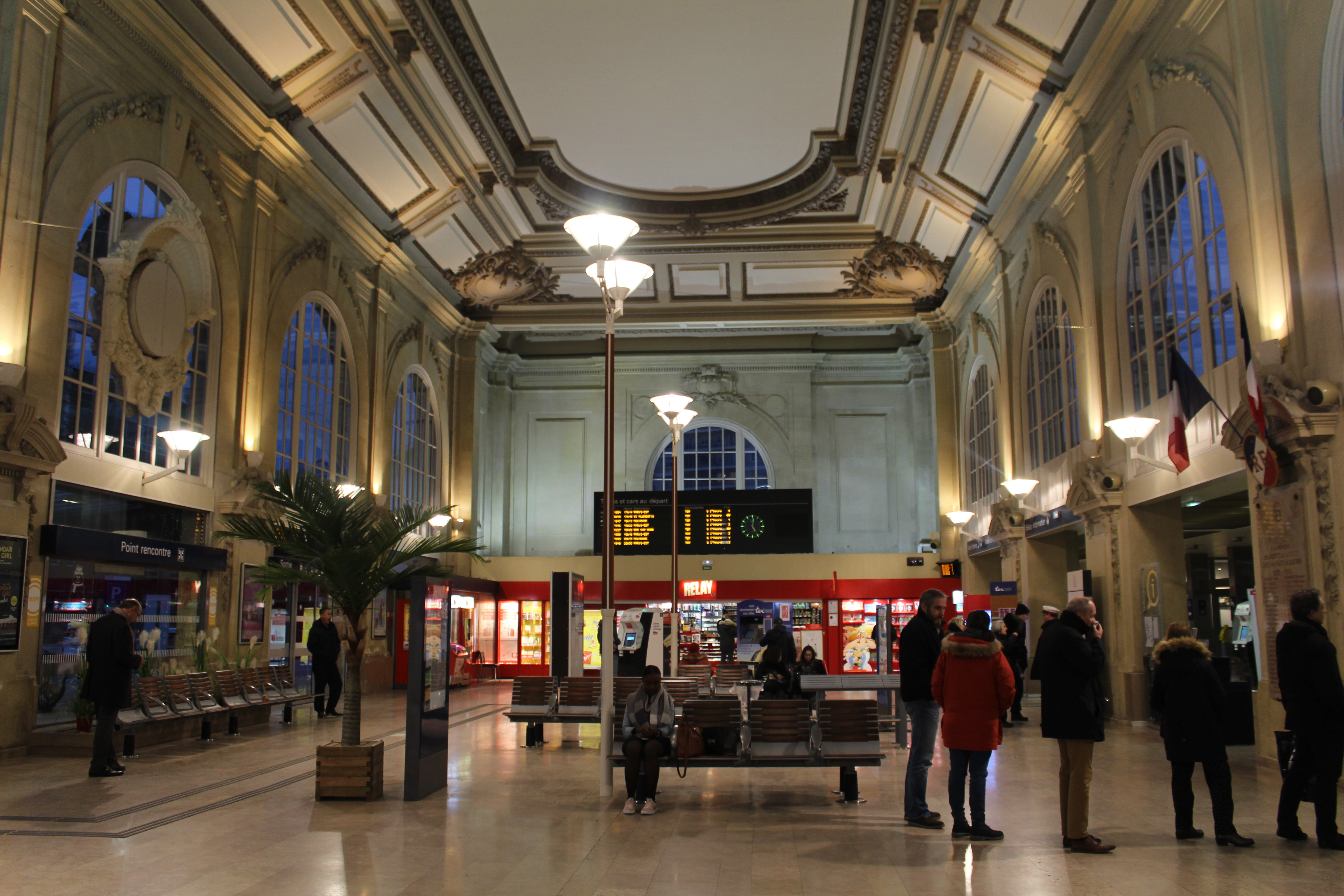
La salle des pas perdus.
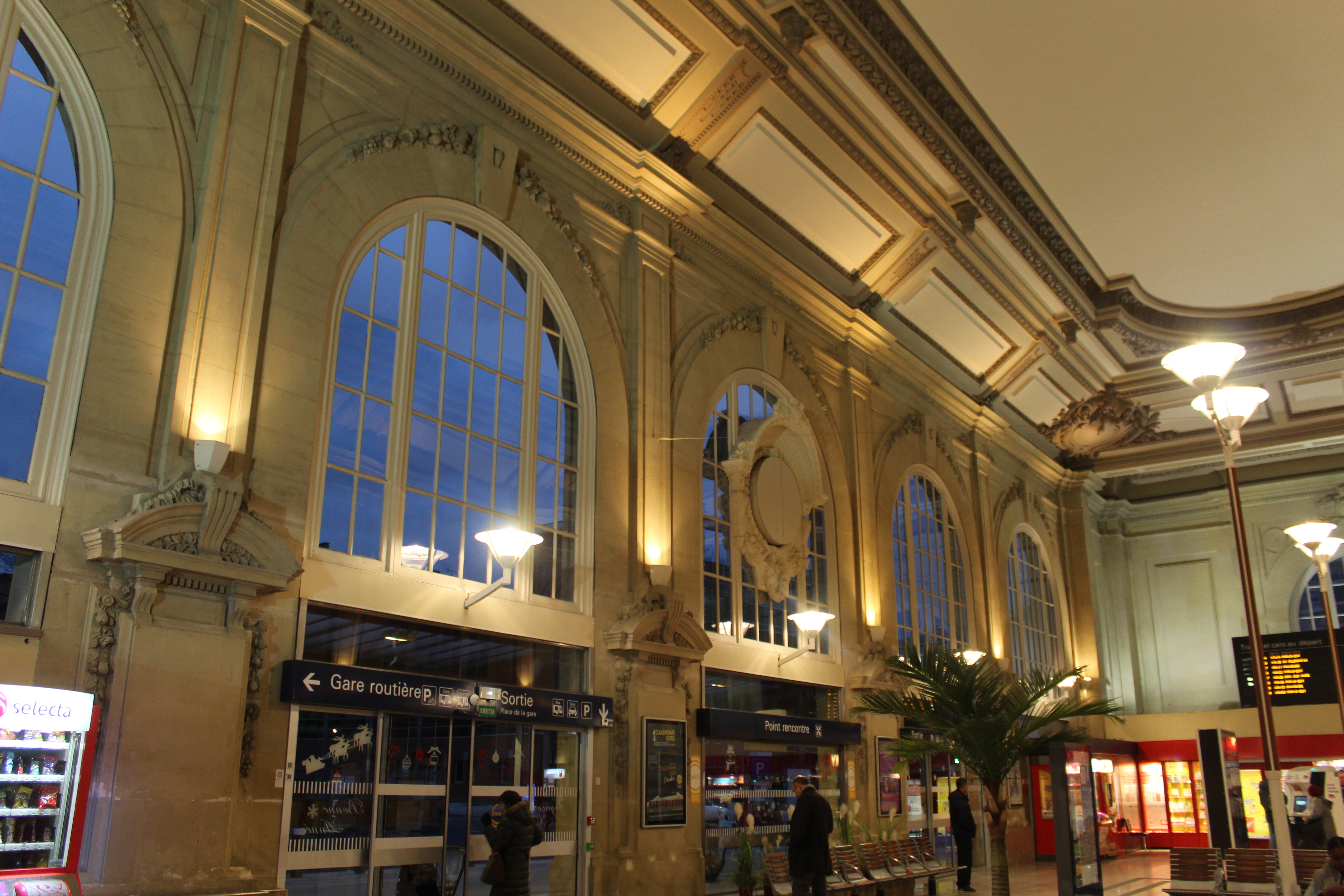
Sortie de la gare.
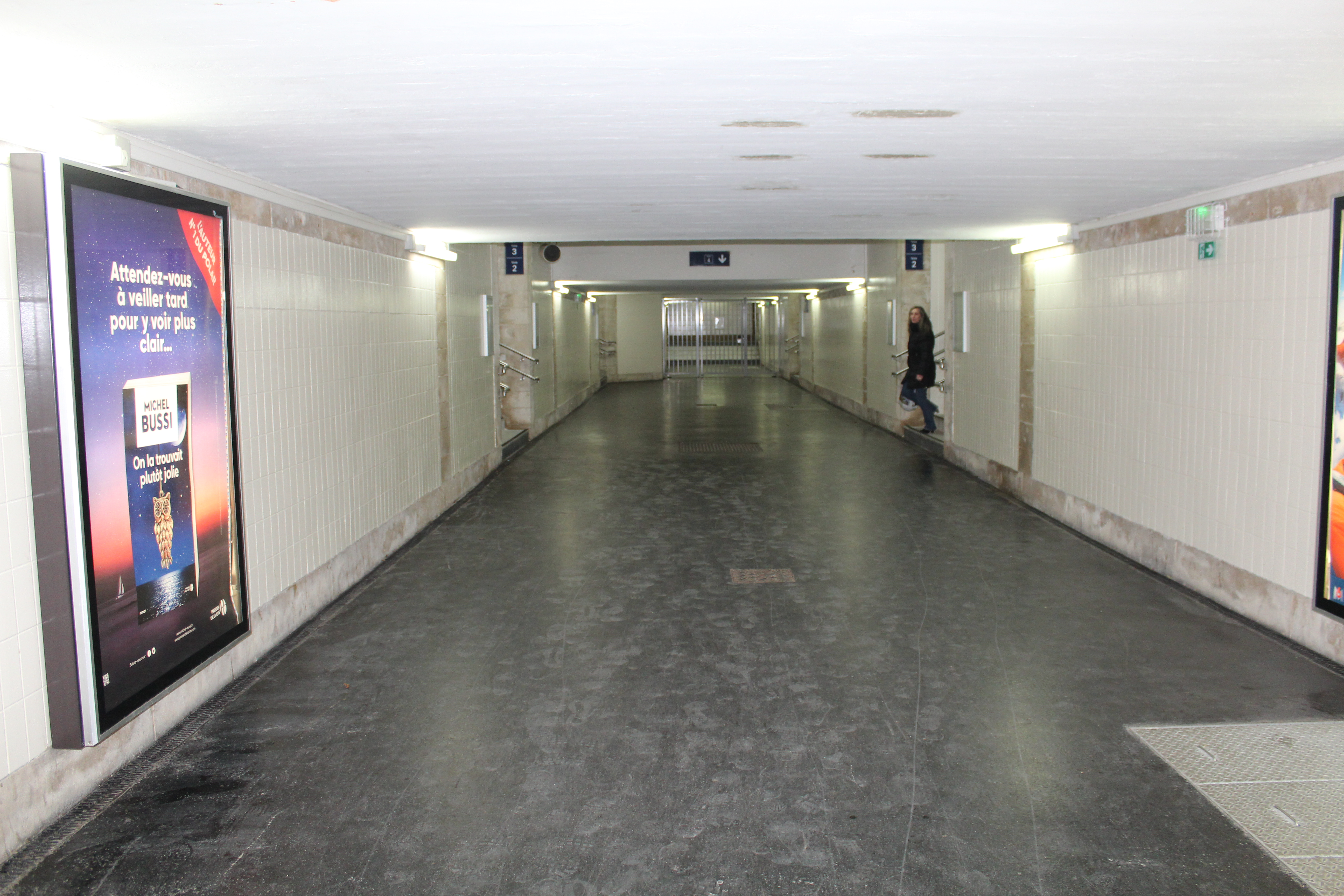
Le passage souterrain.

### Desserte
La gare de Troyes est desservie par des trains trains express régionaux du réseau TER Grand Est, effectuant les relations suivantes :
- Paris-Est – Troyes – Culmont-Chalindrey – Vesoul – Belfort – Mulhouse (Bâle jusqu'en juin 2007) ;
- Paris-Est – Troyes – Culmont-Chalindrey – Dijon ;
- Troyes – Culmont-Chalindrey – Dijon.

Depuis janvier 2018, les liaisons ex-Intercités (trains en provenance ou à destination de Paris) sont gérées par la région Grand Est, dans le cadre d'un plan de mutation conclu entre l'État et les régions. Elles sont intégrées au réseau TER Grand Est (et sa tarification) en septembre 2018. Ces trains permettent également de relier la ville avec Longueville et Chaumont, ainsi que l'ensemble des gares ferroviaires auboises destinées au trafic voyageurs.
Depuis le 5 avril 2019, une liaison spéciale entre Paris-Est et les stations thermales des Vosges (Contrexéville et Vittel) est créée par la région Grand Est ; les trains concernés circulent les vendredis, dimanches et jours fériés.

Les quais
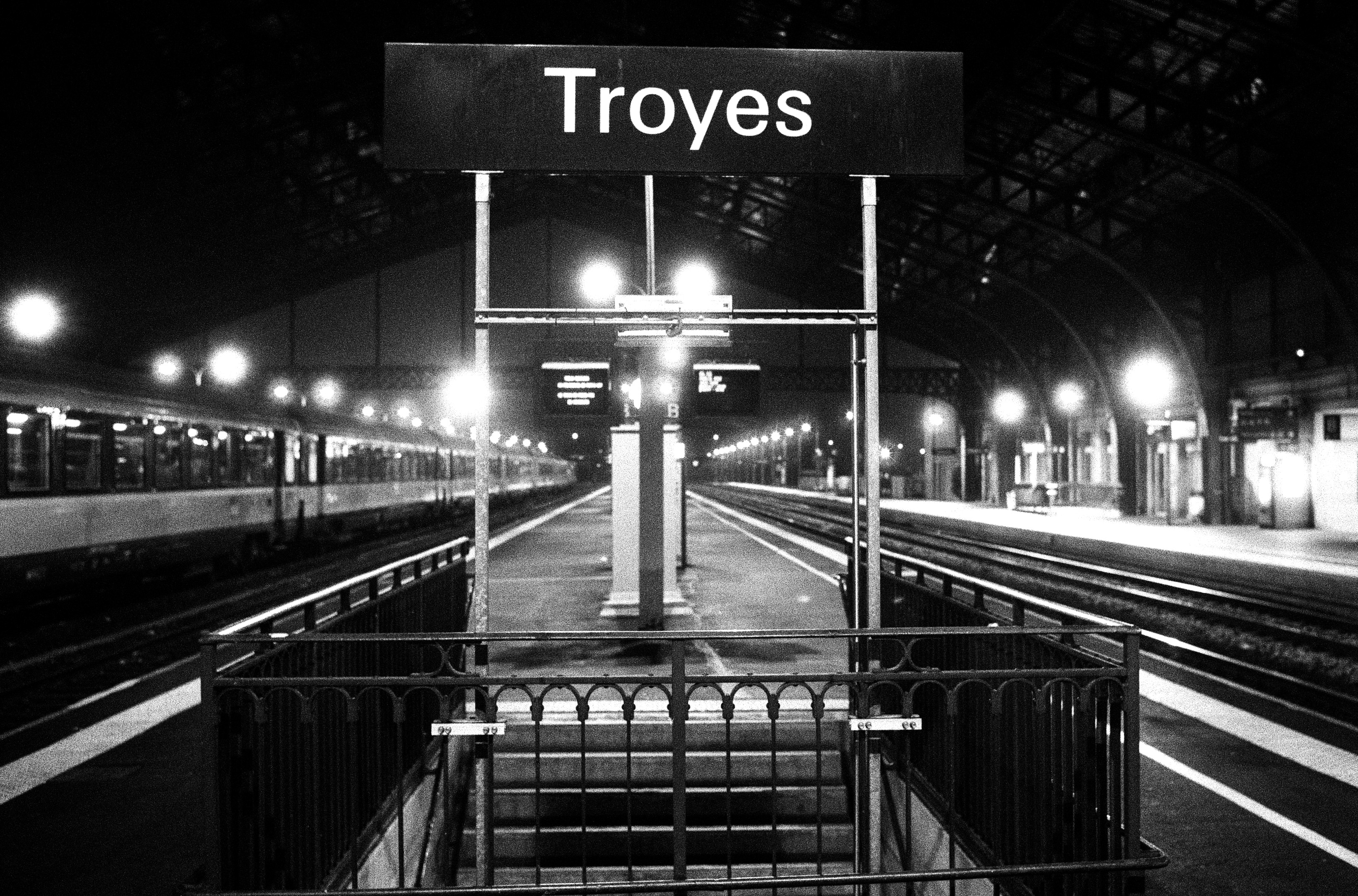
Vue nocturne.
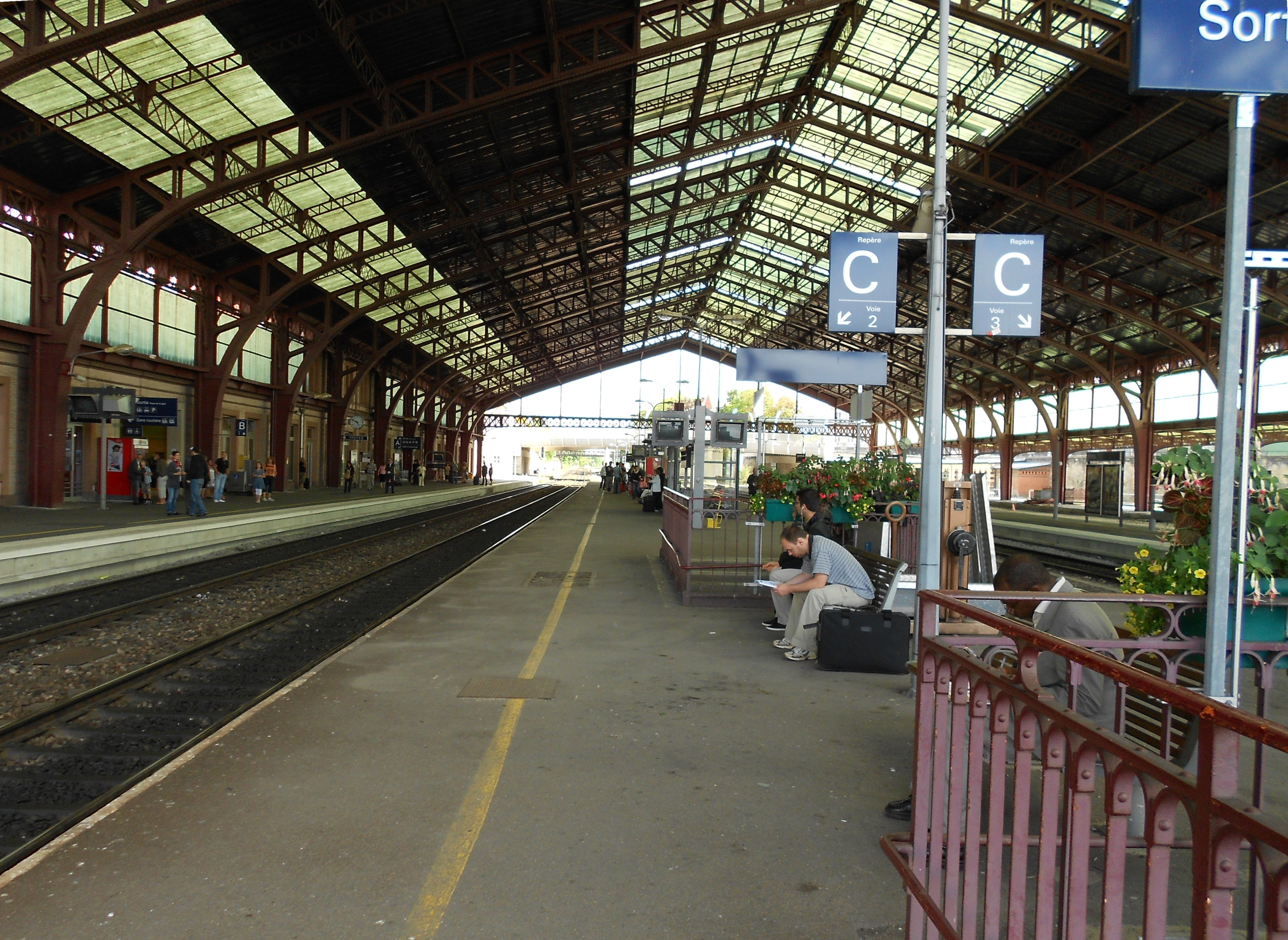
Le quai no 2.
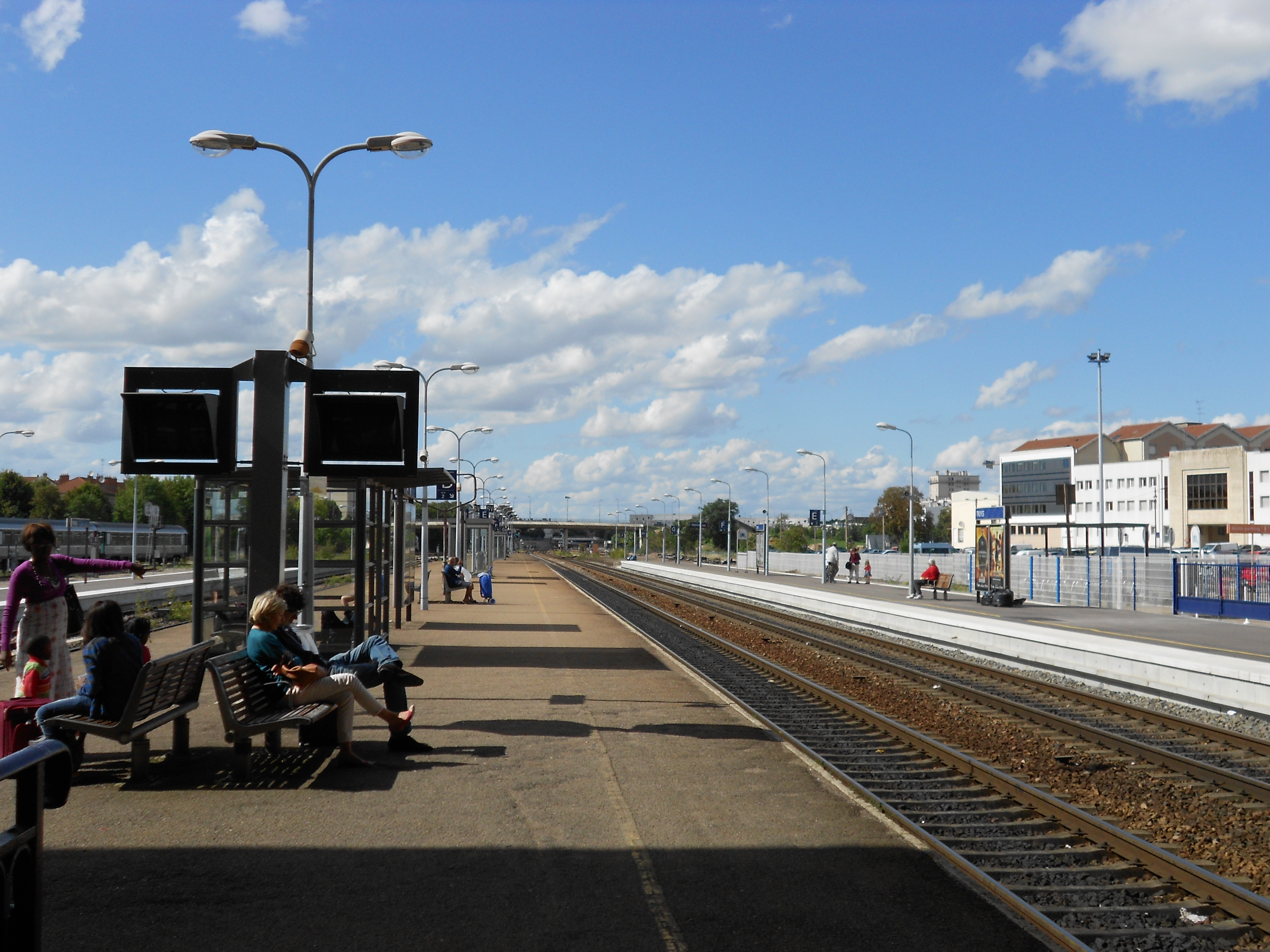
Partie des quais non protégée par la halle.

### Intermodalité

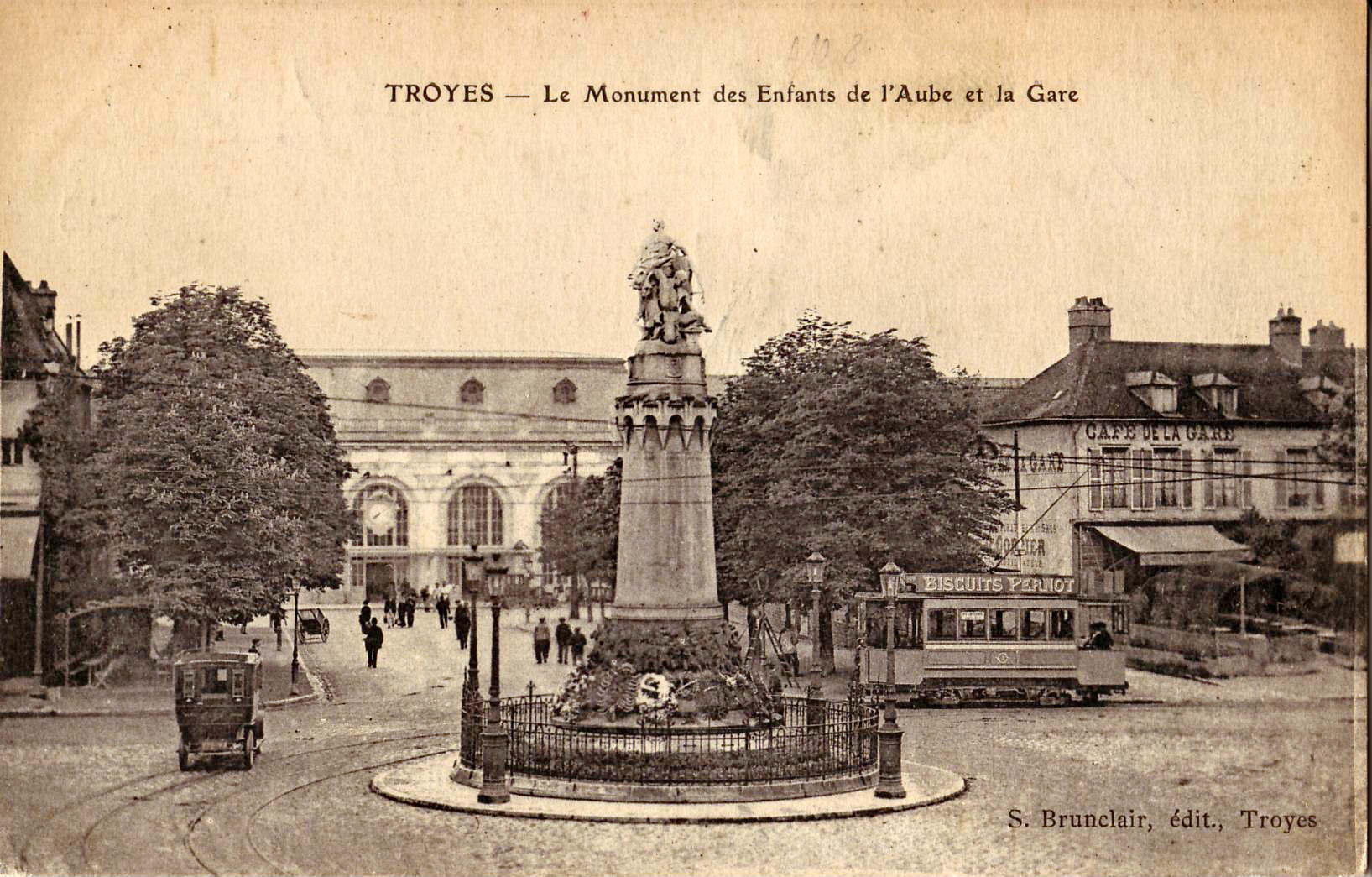
Motrice du tramway de Troyes, qui fonctionna de 1899 à 1950, derrière le monument des Enfants de l'Aube, et, à l'arrière-plan, la gare actuelle.
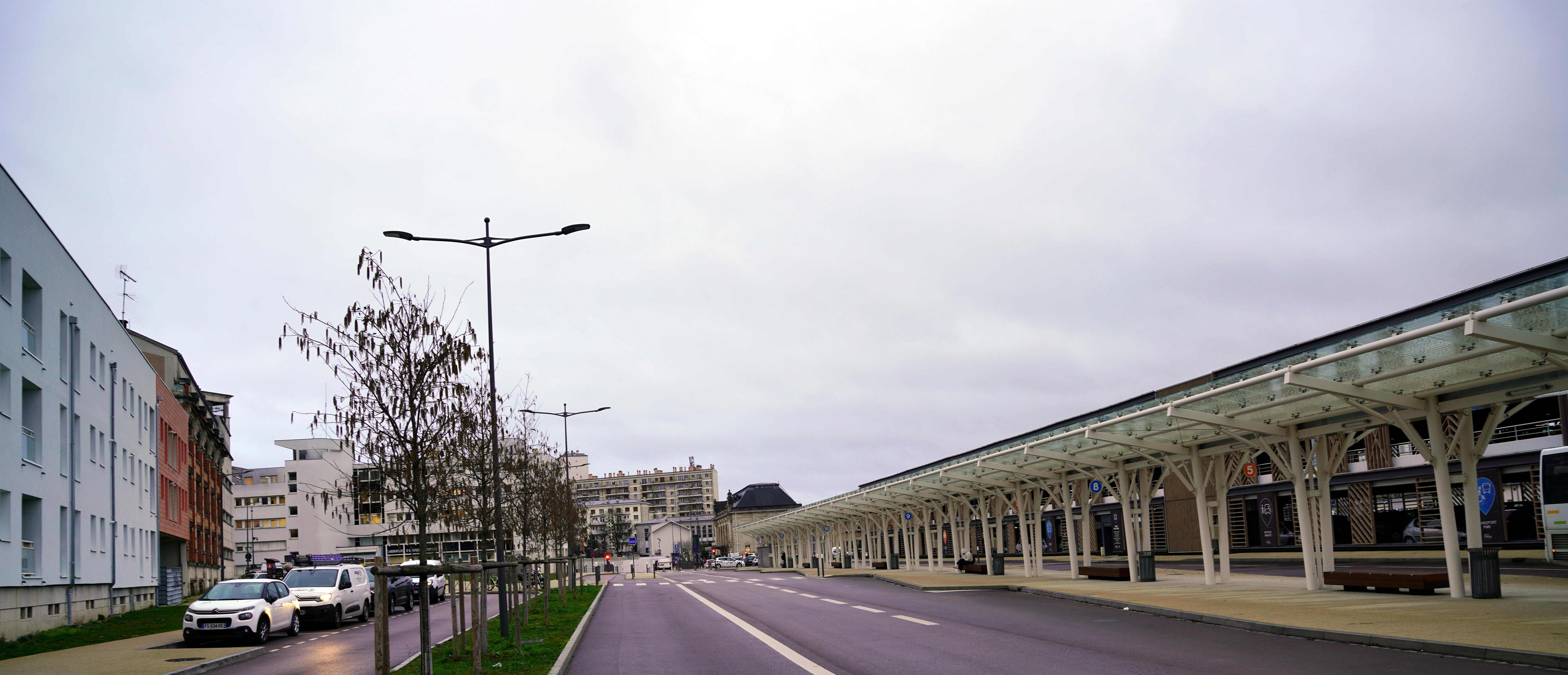
Gare routière rénovée.

Des parkings sont aménagés à proximité. Une gare routière permet des correspondances avec les cars TER Grand Est, les bus du réseau de l'agglomération troyenne (lignes 1, 4, 5, 6, la Navette étudiante 10, la Navette Cœur de Troyes et le service dominical Train Bus), les autobus des Courriers de l'Aube et les bus régionaux du groupe TranschampagneArdenne. Une station des taxis troyens se trouve également à proximité.

## Service des marchandises
Cette gare est ouverte au service du fret, y compris pour le service des wagons isolés.

## Culture populaire
- La Gare de Troyes est le lieu de tournage de plusieurs scènes du film franco-italien réalisé par Georges Lautner, Le Pacha, sorti en 1968.
- La Gare de Troyes est la titre d'une chanson et d'un album, sorti en 1983, du groupe français de rock progressif Ange.